# Vaiea
Vaiea è un villaggio, che costituisce anche una municipalità ed un distretto elettorale, dell'isola di Niue, nell'Oceano Pacifico. Il villaggio si trova sulla costa meridionale, nella regione storica tribale di Tafiti. Ha una popolazione di 89 abitanti ed una superficie di 5,4 km².
All'interno del territorio del villaggio, a sud del centro abitato, andando verso la costa, si trova il villaggio abbandonato di Fatiau Tuai. La popolazione è stata trasferita a Vaiea a negli anni cinquanta nel Novecento ed attualmente rimangono solo pochi ruderi.